# 森田崇
森田 崇（もりた たかし、1973年9月16日 - ）は、日本の漫画家。合同会社エギーユ・クルーズ代表。
北海道で生まれ、東京都、宮城県、広島県で育つ。広島県立安古市高等学校を卒業後、横浜国立大学工学部に入学。大学在学中よりさくまあきらのアシスタントを務める。大学中退後、ゲーム会社で働きながら漫画の持ち込みを行い、1997年「BLESS YOU」で第40回小学館新人コミック大賞少年部門に入選し、それが週刊少年サンデー超（スーパー）1997年9月増刊号に掲載されてデビュー。
アルセーヌ・ルパンのファンであり、ルパン的な悪漢やルパンそのものを作品に登場させることが多い。女優・福原遥の大ファンでもある。

## 来歴
2023年3月31日、フランスのリヨンで行われた推理・ミステリー文学イベント『QUAIS DU POLAR』（ケ・デュ・ポーラー）に日本の漫画家として招待された。
2024年1月、講談社「クーリエ・ジャポン」において「世界が注目した日本人100」に選出される。

## 主な作品
- Clock Clock 〜時の冒険者〜 - 小学館、コミックGOTTA（-ガッタ）連載　単行本全1巻
- 機動戦士ガンダム クライマックスU.C. 紡がれし血統 - シナリオ：中村浩二郎　角川書店、ガンダムエース連載　単行本全2巻
- 機動戦士ガンダムΖΖ外伝 ジオンの幻陽 - シナリオ：中村浩二郎、上石神威　角川書店、ガンダムエース連載　単行本上・下巻
- 灼熱のアンタレス - 竹書房、コミックマーブル　読切
- ジキルとハイドと裁判員 - シナリオ：北原雅紀　小学館、ビッグコミックスペリオール連載　単行本全5巻
- 機動戦士ガンダムUC 星月の欠片 - 構成・設定：関西リョウジ　メカニック作画：石口十　角川書店、ガンダムユニコーンエース連載　単行本全2巻
- 怪盗ルパン伝 アバンチュリエ - 原著：モーリス・ルブラン（『アルセーヌ・ルパン』シリーズより）
  - アバンチュリエ 新訳アルセーヌ・ルパン - 講談社、イブニング連載（2011年3号 - 2013年2号）単行本全5巻
  - 怪盗ルパン伝 アバンチュリエ《登場編》 - ヒーローズ/小学館クリエイティブ　イブニング連載分の増補・改訂版。単行本上・下巻
  - 怪盗ルパン伝 アバンチュリエ - ヒーローズ/小学館クリエイティブ、月刊ヒーローズ連載（2013年4月号 - ）単行本1～5巻（以下続刊）
    - 2021年のフランスのテレビドラマ『Lupin/ルパン』を主演したオマール・シーが本作に影響を受けたとインタビューで述べている[2]。

## 師匠
- 余湖裕輝
- 田畑由秋

## アシスタント
- 石口十
- 村岡恵